# Kingdom Hearts: Final Mix
Kingdom Hearts: Final Mix is een verbeterde editie van het spel Kingdom Hearts. Het bevat extra filmpjes, extra gevechten, andere Heartless etc. Het spel verscheen voor het eerst op 26 december 2002 in Japan.
Op 10 september 2013 werd het spel opnieuw uitgebracht voor de PlayStation 3 onder de titel Kingdom Hearts HD 1.5 ReMix. Het is een remaster van Kingdom Hearts: Final Mix met verbeterde graphics. Daarnaast bevat het verzamelspel achievements, tussenfilmpjes in HD-kwaliteit, en is de muziek opnieuw opgenomen met echte muziekinstrumenten.

## Nieuwe elementen

### Nieuwe filmpjes
- Riku wordt wakker in Hollow Bastion; het eerste filmpje. Dit verschijnt nadat de grote Shadow voor de tweede keer is verslagen. Riku wordt wakker in Hollow Bastion en vraagt zich af waar Sora en Kairi zijn. Daarna verschijnt Malafide.
- Mickey en Riku; Riku staat op het pad naar duisternis. Hij praat met Mickey en blijft vragen naar de veiligheid van zijn vrienden.
- Sora en Riku (Flashback); een filmpje zonder kleur waar Riku en Sora samen aan het spelen zijn.
- Sephiroth vs Cloud; een gevecht tussen Cloud en Sephiroth, nadat Sephiroth is verslagen in het Coliseum.

### Nieuwe bazen
In Kingdom Hearts was nog tegen vier extra bazen te vechten. Dat kon in Japan niet, daarom zijn vier bazen in Final Mix gestopt. Dit zijn Ice Titan, Kurt Zisa en Sephiroth. Echter, in Kingdom Heartswas te vechten tegen Phantom, bij Neverland. Maar de Japanners vonden deze te makkelijk, dus is dit vervangen door een Unknown, genaamd Egnetic Man oftewel Xemnas.

### Heartless
Sommige Heartless zijn veranderd, bijvoorbeeld hogere HP. Andere zijn helemaal vervangen. Hier is een lijst:
- Chimera (Halloween Town)
- Pink Agaricus (Deep Jungle)
- Jet Balloon & Missile Diver (Neverland)
- Sniper Wild (Traverse Town)
- Black Ballade

### Nieuw geheim einde
Een nieuw geheim einde, met de naam Deep Dive.

### Nieuwe Keyblades
Er zijn ook nieuwe Keyblades. Dit zijn:
- De One-Winged-Angel, nadat Sephiroth is verslagen.
- Diamond Dust, nadat Ice Titan is verslagen.

### Gummi Ship-missies
Nieuwe Gummi Ship missies, die uit Kingdom Hearts waren te saai. De rest van de wereld kan ze nu ook spelen in Kingdom Hearts II.

### ExtraAnsem Reports
Er zijn twee nieuwe Ansem Reports. Die gaan voornamelijk over Organisation XIII.

### Nieuwe vaardigheden
- Slap Shot [AP: 1] doodt vijanden in een keer
- Slide Dash [AP: 1] Gebruik Keyblade om vijanden door midden te hakken
- Stun Impact [AP: 1] Een afmakende combo die een vijand raakt met donder
- Gravity Break [AP: 1] Een afmakende combo, die een zwarte bol los laat
- Ripple Drive [AP: 1] Een aanval die een vijand weg slaat
- Hurricane Period [AP: 1] Een afmakende aanval die snel werkt
- Zantetsuken [AP: 1] Een afmakende combo die een vijand autimatisch kan afmaken
- Leaf Veil [AP: 5] Vijanden kunnen extra hard aanvallen tijdens healen
- Tech Plus [AP: 2] Tech points x2, x3 etc. hangt ervan af hoeveel er verslagen zijn
- Encounter Up [AP: 1] Meer heartless zullen verschijnen.